# Miradolo Terme
Miradolo Terme är en ort och kommun i provinsen Pavia i regionen Lombardiet i Italien. Kommunen hade 3 733 invånare (2018).